# Segona generació de computadors

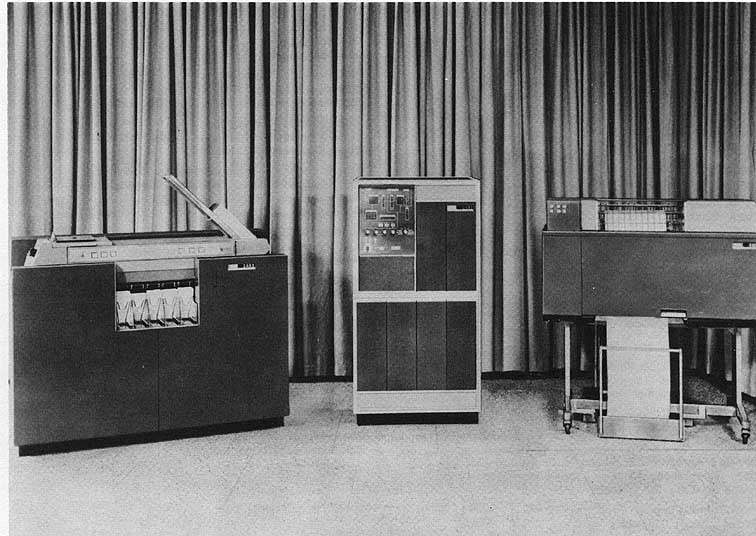
IBM 1401

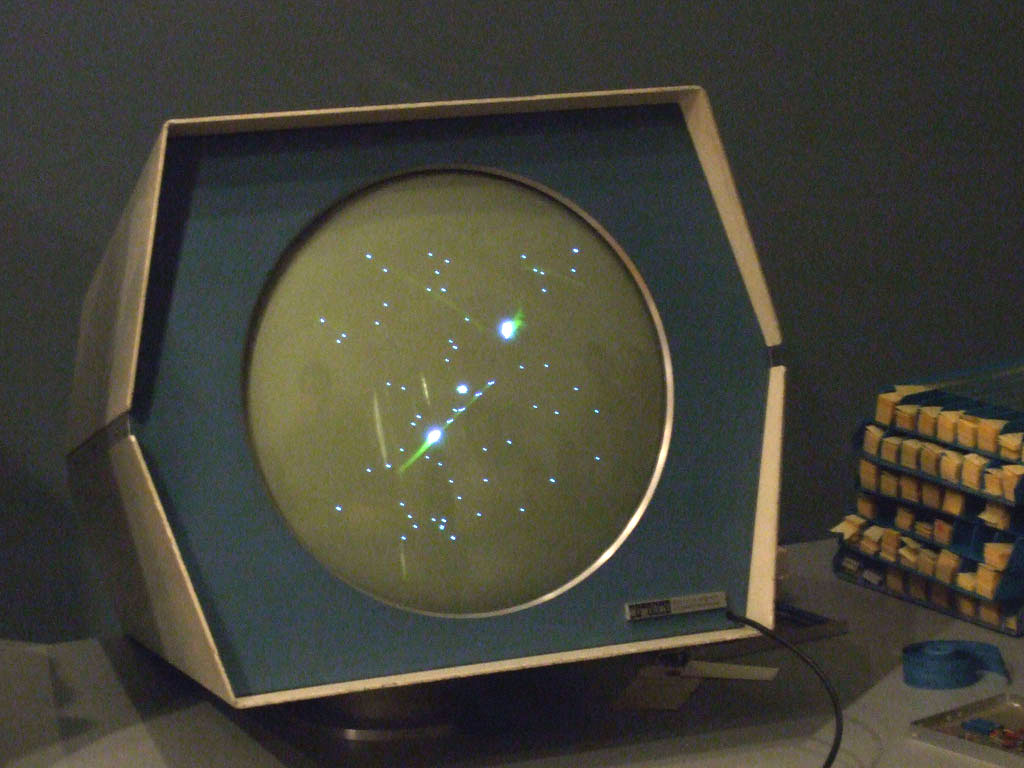
PDP-1 amb el videojoc Spacewar, al Computer History Museum l'any 2007

La segona generació de les computadores va reemplaçar les vàlvules de buit pels transistors. Per això les computadores de la segona generació són més petites i consumeixen menys electricitat que les de la generació anterior. La comunicació amb aquestes noves computadores és mitjançant llenguatges més avançats que el llenguatge de màquina, els quals reben el nom de llenguatges d'alt nivell.
Les característiques més rellevants de les computadores de la segona generació són:
- Es programaven amb llenguatges d'alt nivell.
- 1959: Maurice Wilkes inventa la microprogramació, que simplifica molt el desenvolupament de les CPU
- 1959: IBM va llançar el mainframe IBM 1401 basat en transistors, que utilitzava targetes perforades. Va demostrar ser una computadora de propòsit general i 12 000 unitats van ser venudes, fent-la la màquina més exitosa fins a aquest moment. Tenia una memòria de nucli magnètic de 4000 caràcters (després es va estendre a 16 000 caràcters). Molts aspectes dels seus dissenys estaven basats en el desig de reemplaçar l'ús de targetes perforades, que eren molt usades des dels anys 1920 fins a principis de la dècada de 1970.
- 1960: IBM va llançar el mainframe IBM 1620 basada en transistors, originalment amb només una cinta de paper perforat, però aviat es va actualitzar a targetes perforades. Va provar ser una computadora científica popular i es van vendre aproximadament 2000 unitats. Utilitzava una memòria de nucli magnètic de més de 60 000 dígits decimals.
- DEC va llançar el PDP-1, la seva primera màquina orientada a l'ús per personal tècnic en laboratoris i per a la recerca.
- 1962: Es desenvolupa el primer joc d'ordinador, anomenat Spacewar!.[1][2]
- 1964: IBM va anunciar la sèrie 360, que va ser la primera família de computadores que podia córrer el mateix programari en diferents combinacions de velocitat, capacitat i preu. També va obrir l'ús comercial de microprogrames, i un joc d'instruccions esteses per processar molts tipus de dades, no només aritmètica. A més, es va unificar la línia de producte d'IBM, que prèviament a aquest temps tenia dues línies separades, una línia de productes “comercials” i una línia “científica”. El programari proporcionat amb el System/350 també va incloure majors avanços, incloent multiprogramació disponible comercialment, nous llenguatges de programació, i independència de programes de dispositius d'entrada/sortida. Més de 14 000 unitats del System/360 havien estat lliurades en 1968.